# Geschichte der Stadt Wiesbaden
Die Geschichte der Stadt Wiesbaden umfasst die Entwicklungen auf dem heutigen Gebiet der hessischen Landeshauptstadt Wiesbaden von der ersten Besiedlung bis zur Gegenwart.

## Anfänge und Römerzeit

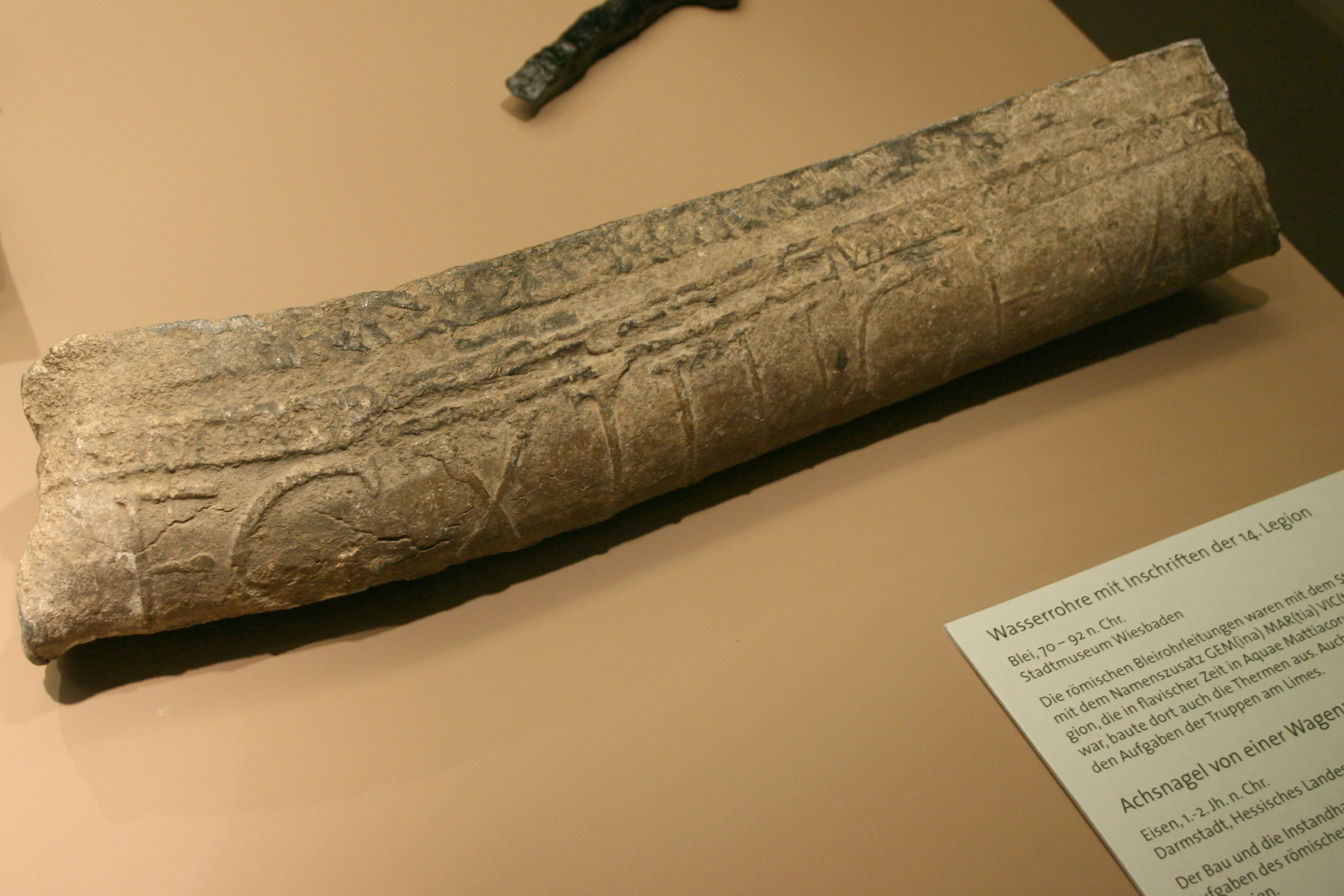
Bleirohr mit Inschrift der Legio XIIII Gemina aus Wiesbaden.

Die ersten Besiedlungsspuren im Wiesbadener Stadtgebiet datieren aus dem Neolithikum.
In der spätaugusteischen Zeit (um das Jahr 6 bis 15 unserer Zeitrechnung) wurde von den Römern eine Befestigung oberhalb des Quellenviertels errichtet, dort wo die Straßennamen Römerberg und Kastellstraße des modernen Wiesbadens Bezug darauf nehmen. Die heißen Quellen wurden erstmals um das Jahr 77 in dem Werk Naturalis historia von Plinius dem Älteren beschrieben. Die Legionen I Adiutrix, XIIII Gemina, XXI Rapax und XXII Primigenia bauten in flavischer Zeit die Thermen aus. Die bleiernen Wasserleitungen wurden von der Legio XIIII Gemina hergestellt. Mit dem Ausbau der Thermen wurde eine römische Siedlung begründet, die 121 unter dem Namen Aquae Mattiacorum erstmals Erwähnung fand. Der Name bezog sich auf den hier ansässigen chattischen Stamm der Mattiaker. Aquae Mattiacorum war Hauptort der Civitas Mattiacorum.
Im Vorort Erbenheim wurden im Jahr 2009 Reste einer römischen villa rustica ausgegraben, wobei dort auch frühere und spätere Besiedlungen nachgewiesen wurden. Die villa stellt nur einen Teil einer ganzen Reihe von villae rusticae rund um Wiesbaden dar, die sich südlich von Erbenheim entlang des Wäschbachs nach Norden Richtung Igstadt entlang zog. Diese Siedlungen waren wohl landwirtschaftlich ausgerichtet, während die villae rusticae, die nördlich von Wiesbaden im Stadtwald liegenden, eher auf Viehzucht ausgerichtet waren. Helmut Schoppa vermutet aufgrund von Ziegelstempeln, die hier gefunden wurden, zumindest in zweien dieser villae ursprüngliche Straßenposten entlang der von Wiesbaden zum Kastell Zugmantel führenden Straße.
In den Jahren 259 bis 260 wurde die Befestigung von den Alamannen erobert und zu weiten Teilen zerstört. Das Gebiet um Wiesbaden diente als Mainzer Vorposten den Römern als Sammellager für Eroberungszüge in die Wetterau und an die Elbe. In diesem Zusammenhang wurde die sogenannte Heidenmauer errichtet. Die Mauer ist damit das älteste erhaltene Bauwerk Wiesbadens aus der Zeit des römischen Reiches.

## Völkerwanderung und Mittelalter
Im 6. Jahrhundert verdrängten die Franken die Alamannen und errichteten im 8. Jahrhundert einen Königshof. Einhard, der Biograf Karls des Großen, erwähnte um 828/830 Wisibada, die früheste Überlieferung des Namens Wiesbaden.
Am 9. Mai 1239 kam es in Wiesbaden zu einem Treffen von Kaiser Balduin II. von Courtenay und dem Mainzer Erzbischof Siegfried III. von Eppstein. Balduin bemühte sich um Unterstützer zur Rückeroberung des Lateinischen Kaiserreichs.
In den 1270er Jahren wurden die Grafen von Nassau mit den Herrschaftsrechten in und um Wiesbaden belehnt. Vermutet wird die Erhebung Wiesbadens zur Reichsstadt im Jahr 1232, was eine der Ursachen der Eroberung durch den Mainzer Erzbischof im Jahr 1242 gewesen sein dürfte. Dieser ließ die Stadt niederbrennen, in der Folge wurde der Status der Reichsstadt für Wiesbaden nicht mehr erwähnt. 1270 kehrte Wiesbaden zur Grafschaft Nassau zurück. Um 1283 wurde Wiesbaden und die Burg Sonnenberg in einer Nassauisch-Eppsteinische Fehde erneut zerstört.
Kaiser Ludwig der Bayer stellte Nassau 1329 das Münzprivileg aus und in Wiesbaden wurden Münzen geprägt.
Der Kochbrunnen wurde 1366 erstmals als „Brühborn“ erwähnt. Er führte 15 Quellen zusammen und war im 19. Jahrhundert Zentrum der Wiesbadener Trinkkur. Die 66 °C heiße Natriumchlorid-Therme ist die bekannteste Quelle der Stadt und liefert 346 Liter Heilwasser pro Minute.
Die Ortschaft Seeroben wurde 1367 verlassen und fiel wüst.
Während des Bauernkrieges erhoben sich im Jahr 1525 auch die Wiesbadener und verloren nach ihrer Niederschlagung alle erteilten Privilegien, erst 1566 erhielten sie diese wieder zurück. Mit der Ernennung Wolf Dentheners zum evangelisch-lutherischen Pfarrer wurde 1543 die Reformation in Wiesbaden eingeführt. Im selben Jahr wurde eine Lateinschule begründet, die als Vorbereitung für das Gymnasium in Idstein diente und später zur heutigen Diltheyschule wurde.

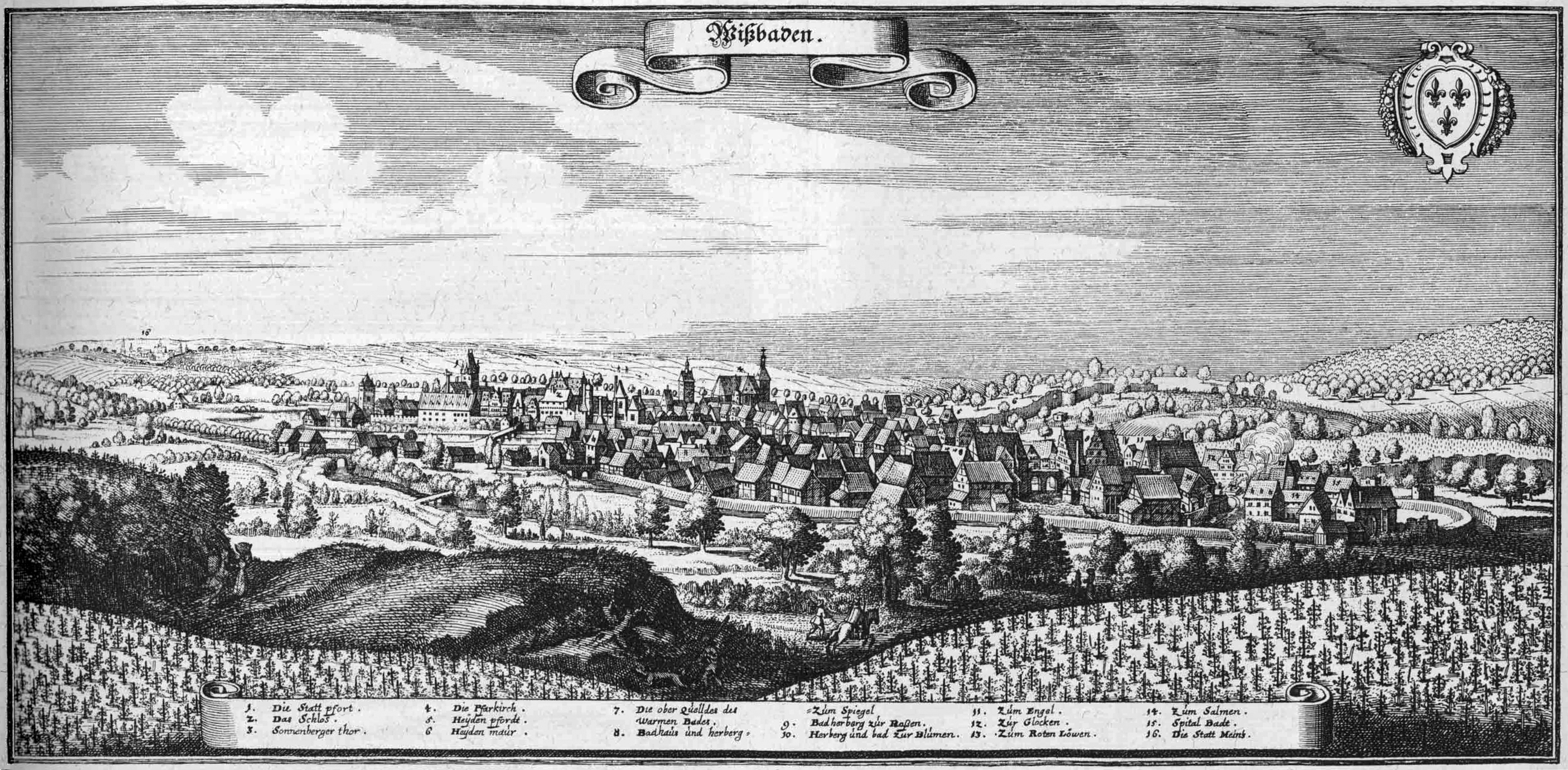
Wiesbaden – Auszug aus der Topographia Hassiae von Matthäus Merian dem Jüngeren 1655

Von 1609 bis 1610 wurde das alte Rathaus erbaut, das älteste noch existierende Gebäude in Wiesbaden. Die meisten älteren Gebäude sind zwei Bränden in den Jahren 1547 und 1561 zum Opfer gefallen.
In den Jahren 1676 und 1677 wurden unter Johann Graf zu Nassau, Herr zu Wiesbaden und Idstein, sechs Menschen aus Wiesbaden in Hexenprozessen verurteilt und hingerichtet. Das prominenteste Opfer dieser Hexenverfolgungen in Idstein war 1676 die 69-jährige Sonnenberger Pfarrersfrau Elisabeth Hoffmann.

## Nassauische Residenz (ab 1744)

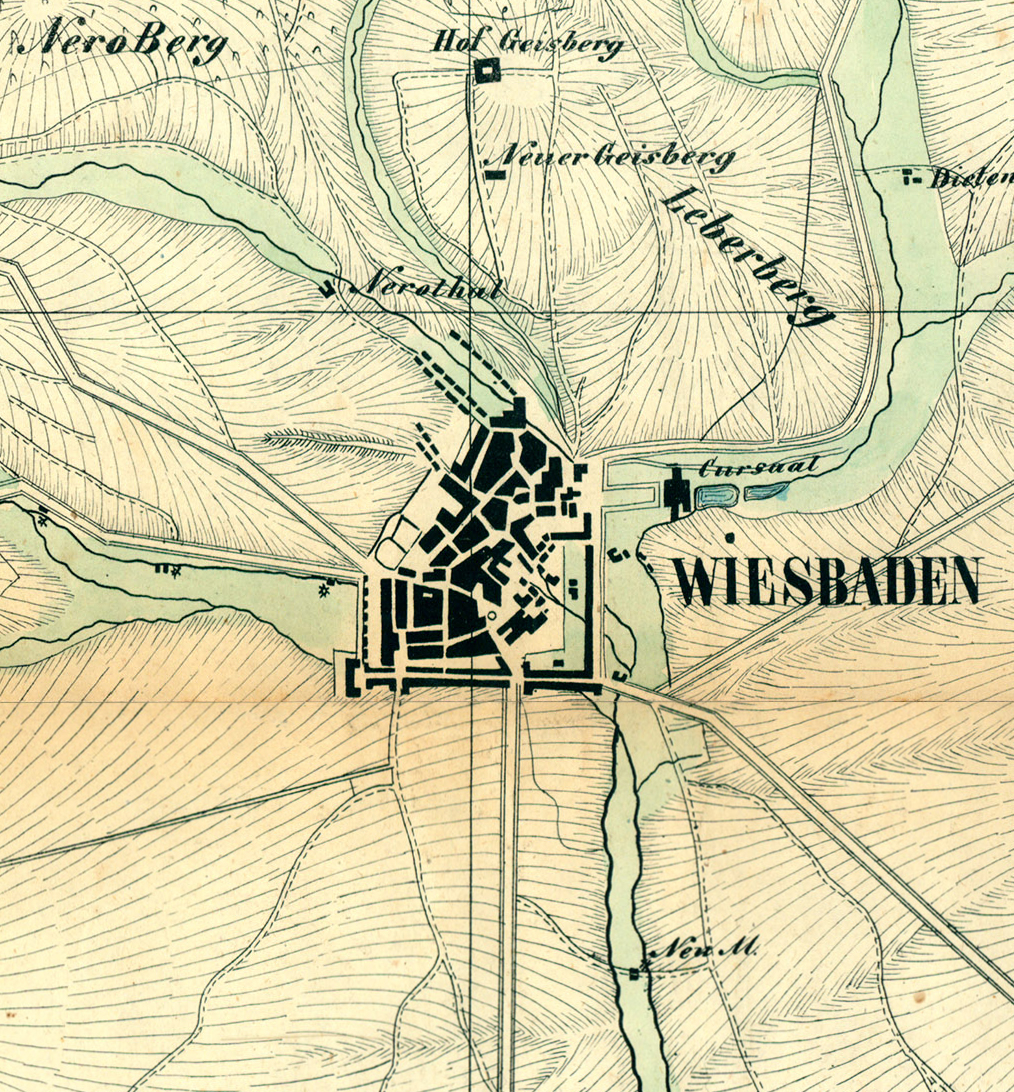
Stadt Wiesbaden auf einer topografischen Karte von 1819

Nach dem Übergang des Fürstentums an die Usinger Linie des Hauses Nassau wurde das Biebricher Schloss, ursprünglich ein Gartenhaus, das zur Sommerresidenz erweitert wurde, im Jahr 1744 zur Hauptresidenz, und 1806 wurde Wiesbaden Regierungssitz und Hauptstadt des neugegründeten Herzogtums Nassau.

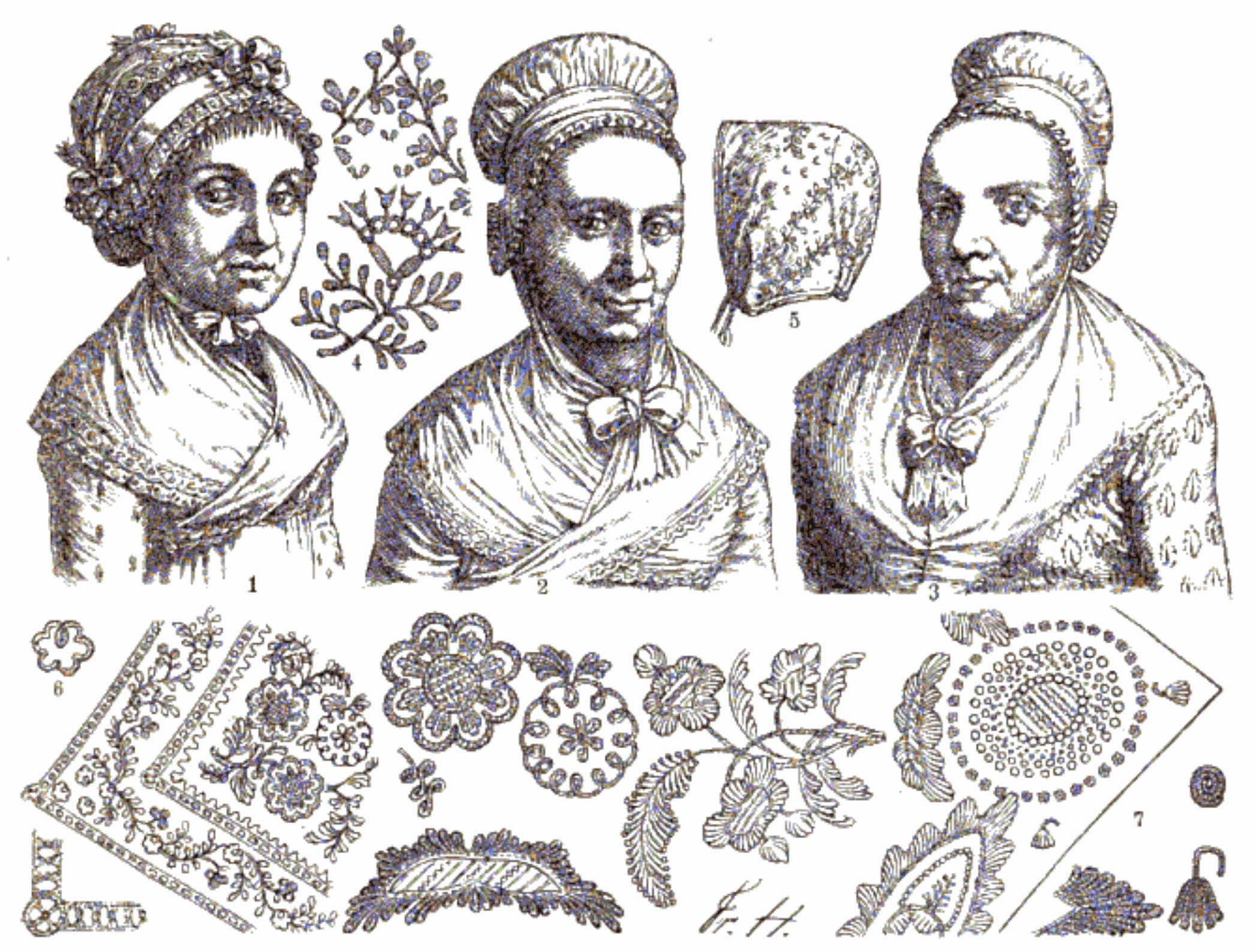
Aus der Wiesbadener Tracht im ersten Viertel des 19. Jahrhunderts

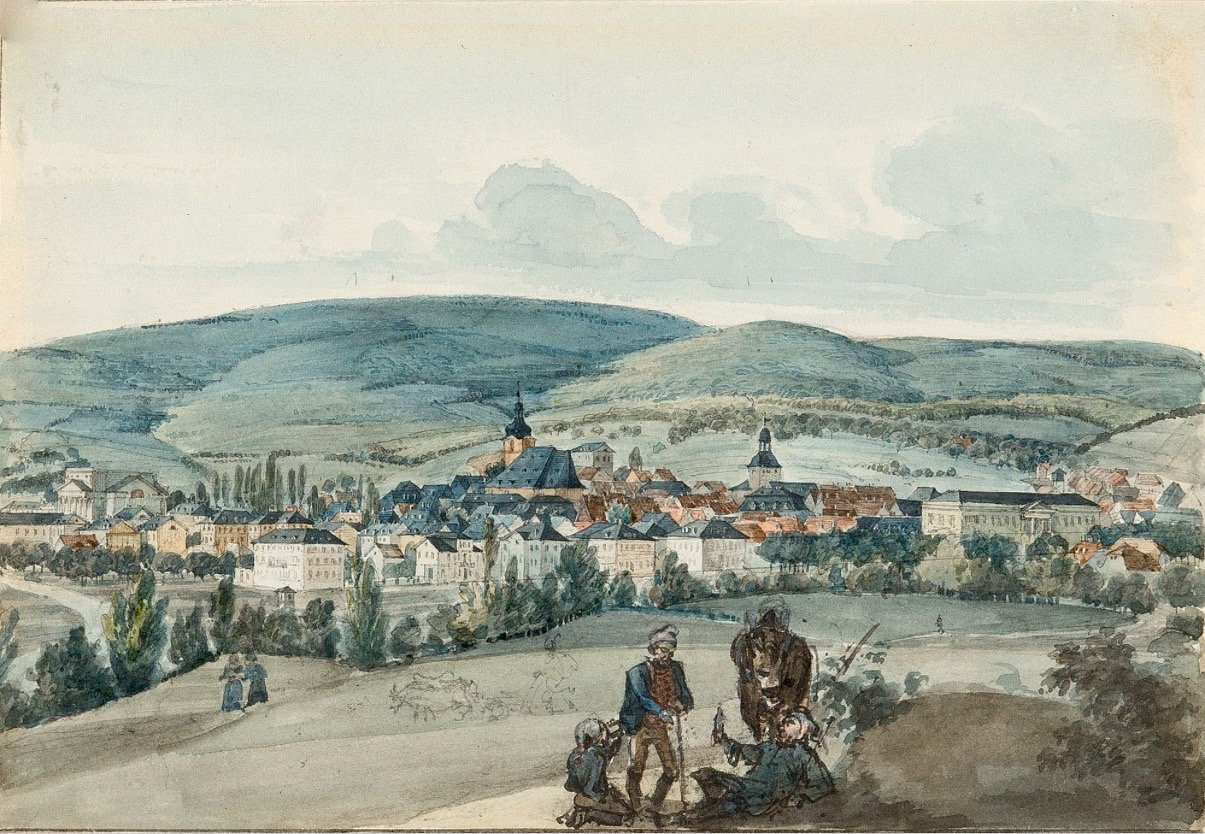
Blick auf die Stadt Wiesbaden von Südosten im Jahr 1837 vor dem Brand und Abbruch der Mauritiuskirche, deren Turm in der Bildmitte links neben dem des 1873 abgerissenen Uhrturms zu sehen ist, ganz links die Ruine der 1831 teilweise eingestürzten klassizistischen Bonifatiuskirche, Aquarell von Fritz Bamberger

Im Jahr 1771 erteilte der Fürst von Nassau-Usingen eine Konzession für das Glücksspiel in Wiesbaden. Ab 1810 befand sich die Spielbank Wiesbaden im alten Kurhaus. Nachdem ein Reichsgesetz von 1872 die Schließung der Spielbanken zur Folge hatte, konnte das Spiel erst 1949 im Foyer des Theaters wiederaufgenommen werden. Heute befindet sich die Spielbank im ehemaligen Weinsaal des Kurhauses. In der Spielbank versuchten auch der russische Dichter Fjodor Dostojewski (welcher daraus wohl einen Teil seiner Inspiration für seinen Roman Der Spieler bezog) und der Komponist Richard Wagner ihr Glück.
Die revolutionären Ereignisse des Jahres 1848 gingen auch an Wiesbaden nicht spurlos vorbei. Am 4. März versammelten sich 30.000 Nassauer Bürger – im Zeitalter der Postkutsche eine ungeheure Menschenmenge, die die Zahl der Einwohner deutlich überstieg – vor dem Stadtschloss und verlangten vom Herzog das Zugeständnis einer Verfassung, welches sie auch erhielten.
Nach dem Brand der Mauritiuskirche im Jahr 1850 wurde die erste Freiwillige Feuerwehr in Wiesbaden, das Pompier-Corps, mit zunächst 42 Mann gegründet.

## Aufstieg zur Weltkurstadt (1852 bis 1918)

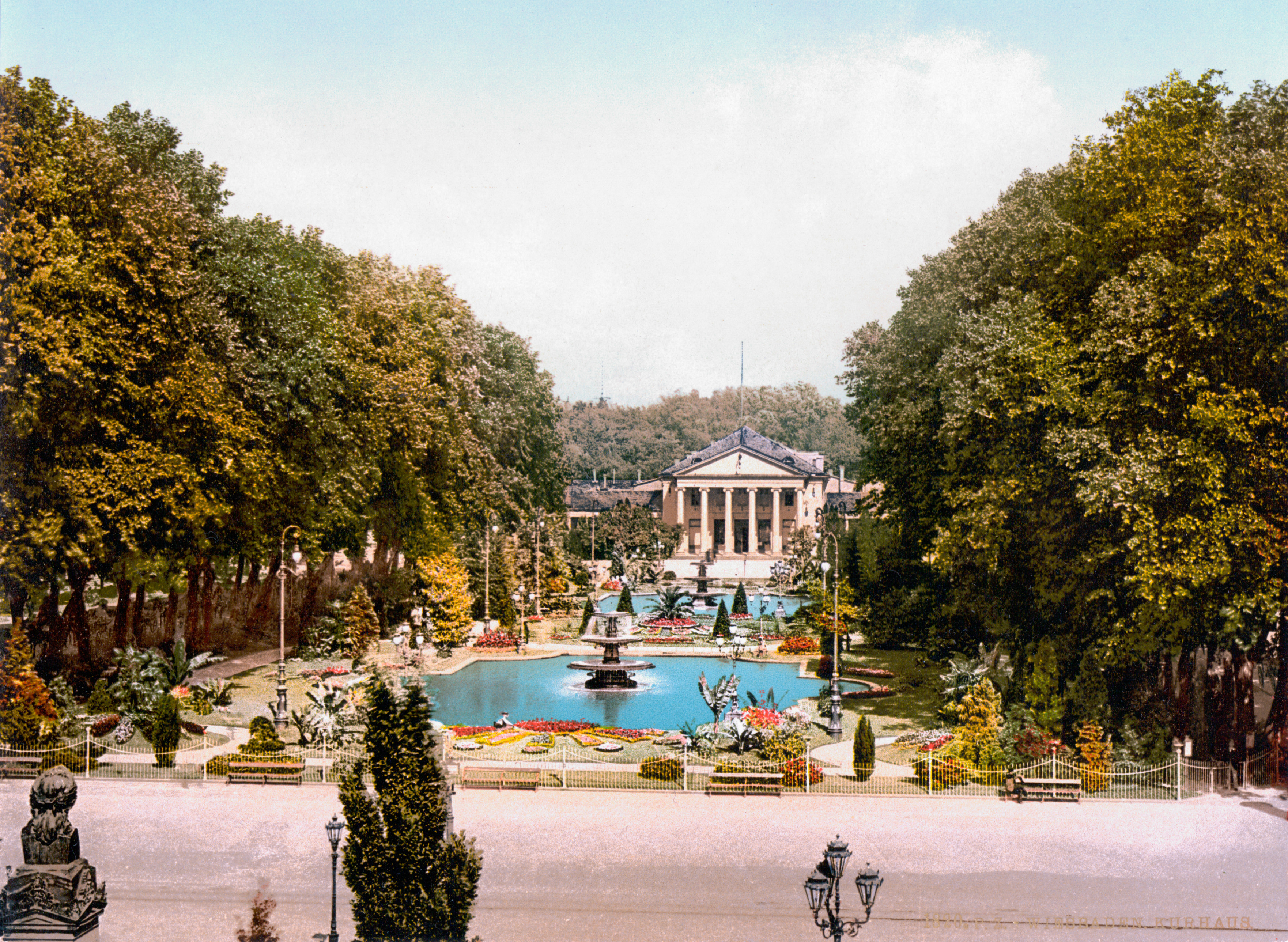
Das alte Wiesbadener Kurhaus

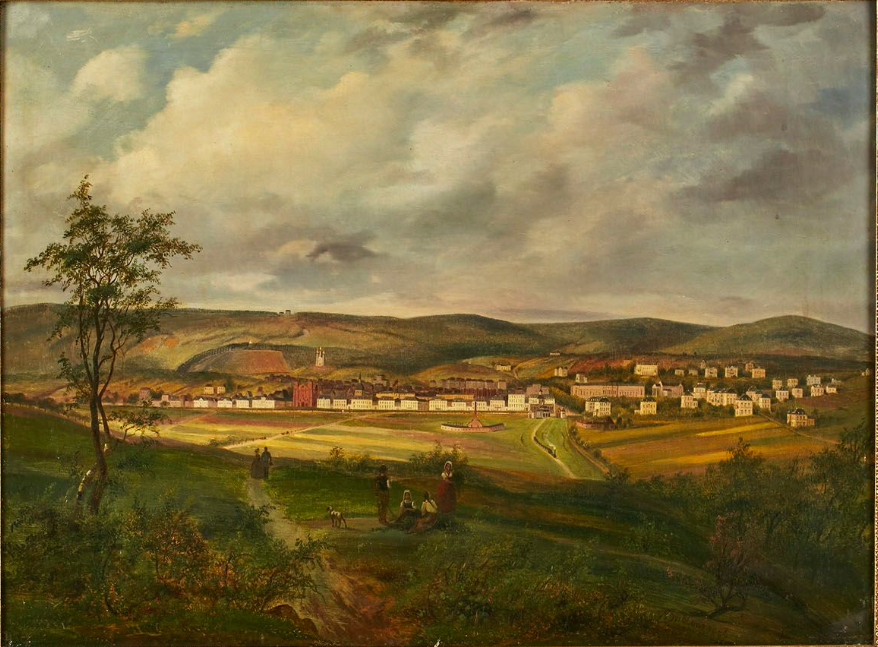
Ansicht von Wiesbaden von Südosten im Jahr 1856 auf einem Gemälde von Nicolaus Berkhout: Die Stadterweiterung ist bis zur Rheinstraße erfolgt.

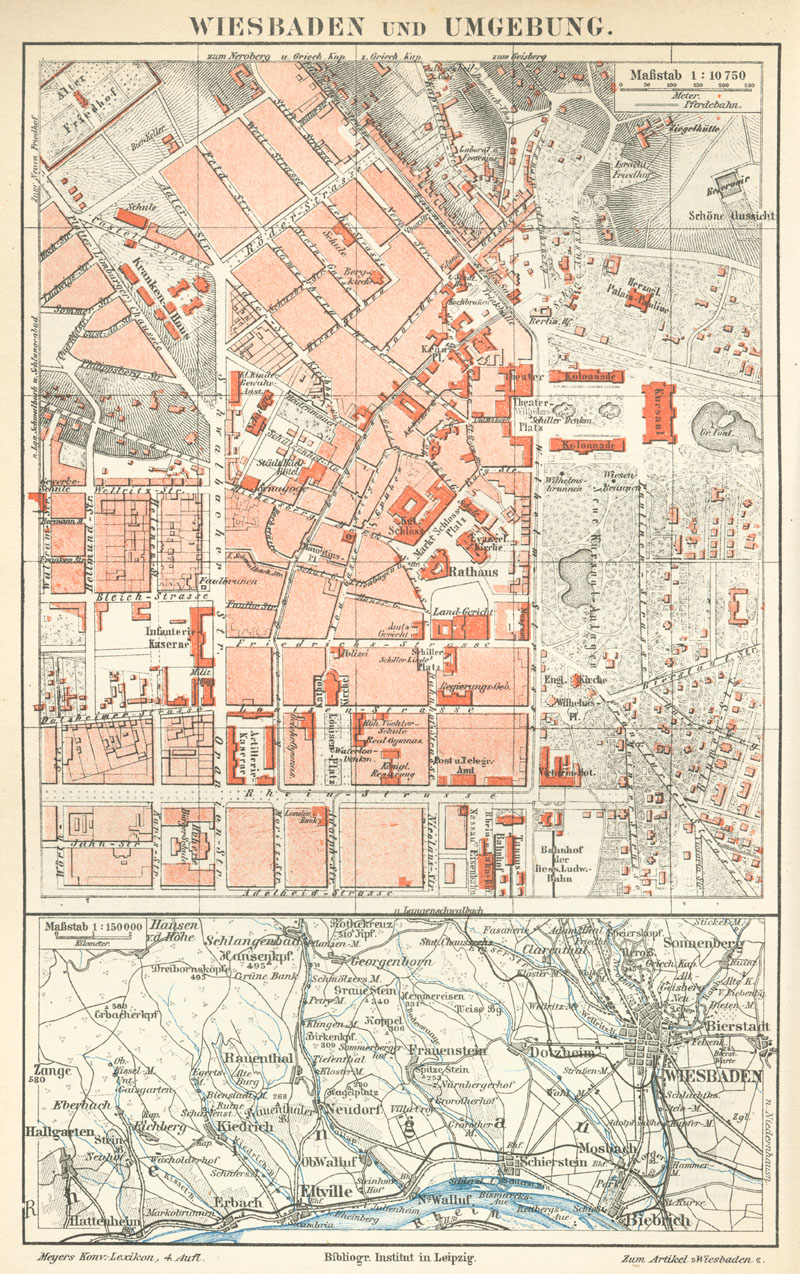
Stadtplan aus Meyers Konversations-Lexikon von 1885–90

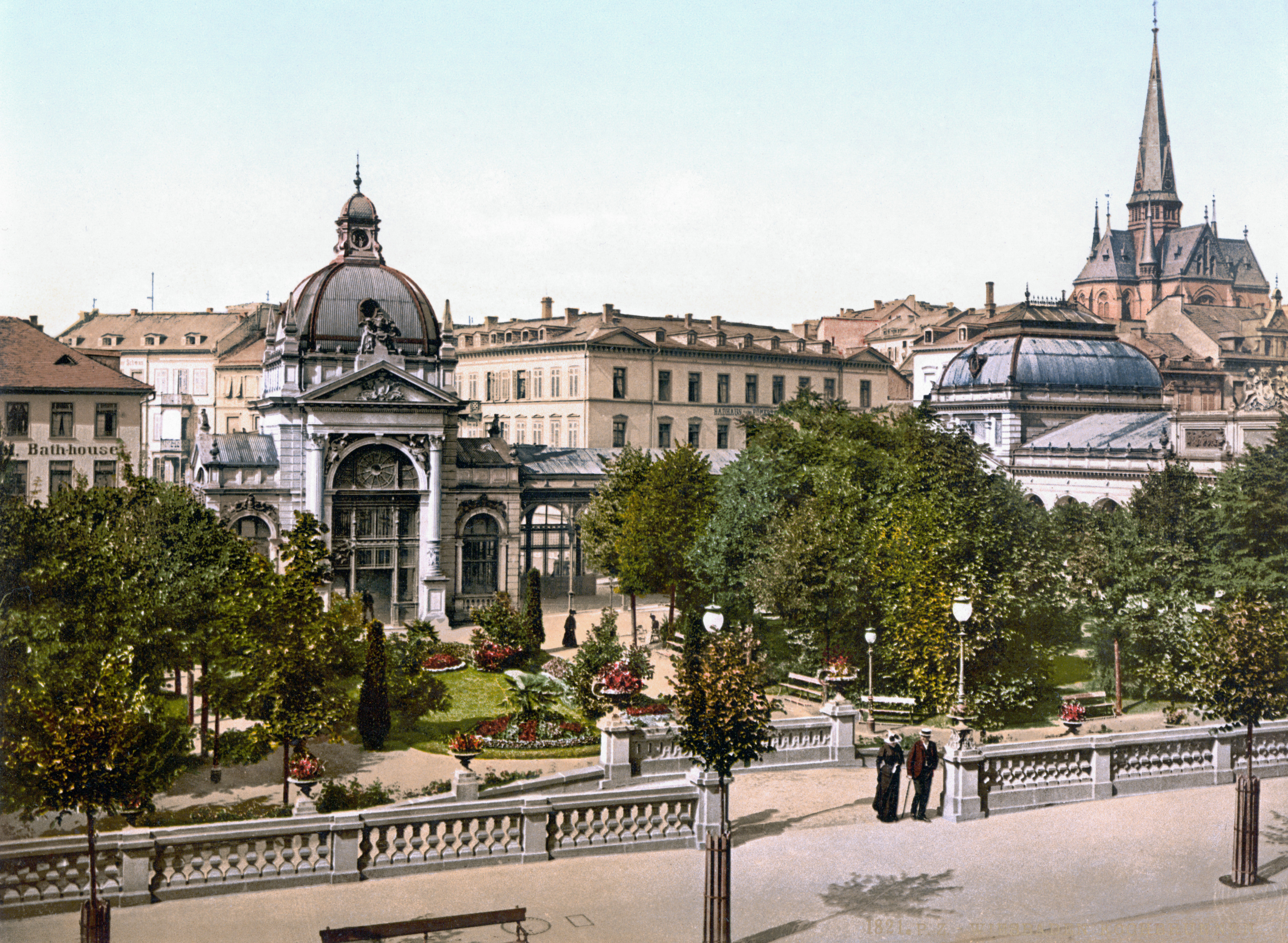
Ehemalige Trinkhalle des Kochbrunnens um 1900

Im Jahr 1818 legte der Architekt Christian Zais grundlegende Baupläne und Gutachten für das später so genannte Historische Fünfeck vor. Er plante, den Stadtkern von fünf gerade verlaufenden Straßen zu begrenzen und damit die als unschön empfundene Stadt dahinter zu verbergen. Von 1847 bis 1855 wurde die russisch-orthodoxe Kirche am Neroberg als Grabkirche der Herzogin Elisabeth Michailowna Romanowa errichtet und 1862 die Marktkirche eingeweiht. (Siehe auch Kapitel „Sehenswürdigkeiten“)
Im Jahr 1840 wurde in Wiesbaden die Landeskreditanstalt Nassau gegründet, aus der die heutige Nassauische Sparkasse und die Helaba hervorgingen. Der Turnerbund Wiesbaden wurde 1864 gegründet.
Im Deutschen Krieg (Bruderkrieg) zwischen Preußen und Österreich und ihren Verbündeten wurde Nassau österreichischer Bündnispartner und 1866 als Partei der unterlegenen Seite von Preußen annektiert, womit Wiesbaden den Status als Landeshauptstadt verlor. 1867 wurde der Regierungsbezirk Wiesbaden gebildet, und Wiesbaden wurde Sitz des Mainkreises, später nach dessen Teilung Sitz des Landkreises Wiesbaden, blieb selbst aber kreisfreie Stadt. In der Folgezeit wurde Wiesbaden als Kurbad, Kongressstadt und Verwaltungssitz weiter ausgebaut und erlebte einen großen Aufschwung. Die Zeit um die folgende Jahrhundertwende gilt als die Blütezeit der Stadt. Wiesbaden wurde zur Weltkurstadt und als Nizza des Nordens bezeichnet. Kaiser Wilhelm II. besuchte die Stadt regelmäßig zur Sommerfrische. Im Gefolge des kaiserlichen Hofstaates kamen zahlreiche Adelige, Künstler und wohlhabende Unternehmer in die Stadt und ließen sich dort zunehmend auch nieder.
Am 27. Juli 1872 gründete sich der Feuerwehr-Verband für den Regierungsbezirk Wiesbaden im Römersaal in Wiesbaden.
Steigende Lebensmittelpreise während der Gründerkrise führten im Jahr 1873 zu Protesten der ärmeren Bevölkerung, die in den Wiesbadener Brotkrawallen mündete.
Auf dem Kochbrunnenplatz wurde 1887/1888 als Ersatz für eine offene gusseiserne Halle von Bogler eine neue Trinkkuranlage errichtet. Die Z-förmig angelegten Gebäude verbanden die heute noch bestehende Arkadenhalle mit dem Quellentempel. Das nicht zerstörte Portal und die Trinkkurhalle wurden 1955 abgerissen. Um den Kochbrunnenplatz entstanden zahlreiche Hotels, unter anderen das Palasthotel und das Hotel Rose, heute Sitz der Hessischen Staatskanzlei. 
Im Auftrag von Kaiser Wilhelm II. wurde das heutige Hessische Staatstheater 1894 von den Wiener Architekten Fellner und Helmer erbaut; das repräsentative Foyer im prunkvollen neobarocken Stil 1902 von Genzmer angefügt.
Aufgrund des starken Bevölkerungswachstums in der zweiten Hälfte des 19. und zu Beginn des 20. Jahrhunderts wuchs die Stadt erheblich. Die Einwohnerzahl stieg zwischen den Jahren 1840 (rd. 11.650) und 1910 (rd. 109.000) um nahezu das Zehnfache. Umfangreiche Stadterweiterungen wurden notwendig. Um 1910 gab es bereits nahezu 4000 Fernsprechanschlüsse. Neben den heute unter Flächendenkmalschutz stehenden Villengebieten Ost (zwischen Frankfurter und Bierstadter Straße) und Nord (um das Nerotal) entstanden in dieser Epoche vor allem die neuen Wohngebiete um die in einem Viertelkreisbogen von Süd nach West um das Historische Fünfeck verlaufende Ringstraße (Kaiser-Friedrich-Ring und Bismarckring). Hervorzuheben sind hier das im Nordwesten gelegene Feldherrenviertel, das südlich angrenzende Rheingauviertel und das Dichterviertel, die ihre Namen den entsprechenden Straßenzügen verdanken. Im Zweiten Weltkrieg nur zu ca. 25 % zerstört, gibt es hier noch heute viele Villen und Häuser im Baustil des Historismus, Klassizismus und Jugendstils. Sowohl aufgrund der Gesamtanlage wie auch durch zahlreiche herausragende Einzelbauwerke gilt Wiesbaden heute als „Stadt des Historismus“, an der sich die architektonische Entwicklung einer ganzen Epoche ablesen lässt.

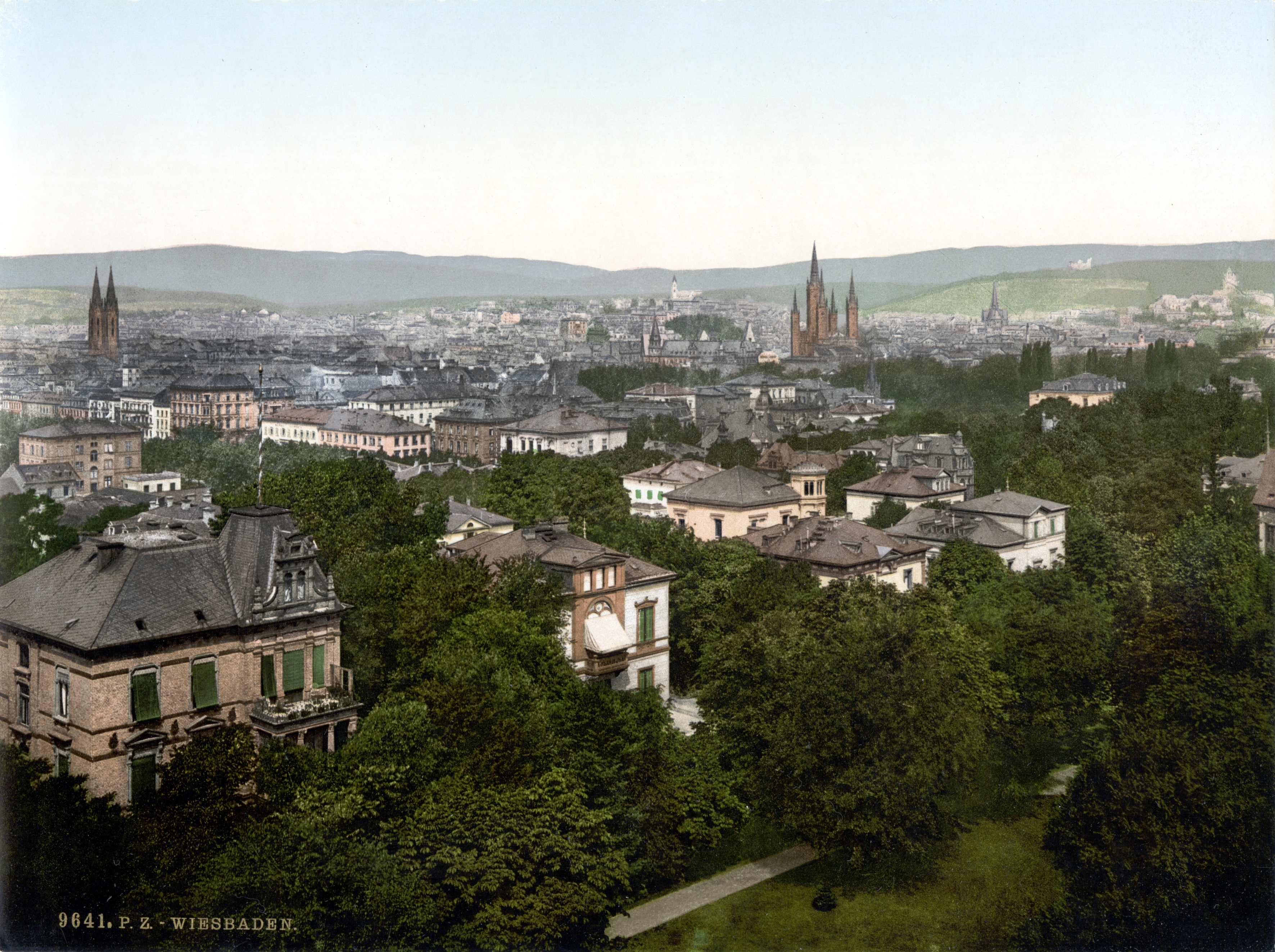
Wiesbaden um 1900

Von 1884 bis 1887 wird das neue Rathaus erbaut und 1888 wird die Nerobergbahn in Betrieb genommen, die aus dem Nerotal zum Neroberg hinauf führt. (Siehe auch Kapitel „Sehenswürdigkeiten“)
Als Durchbruch der Heidenmauer wird das Römertor im Jahr 1902 in antikisierendem Stil als überdachte Holzbrücke errichtet. Im Römischen Freilichtmuseum neben dem Römertor sind heute Kopien von in Wiesbaden gefundenen Steintafeln aus der Römerzeit ausgestellt.
Das klassizistische Alte Kurhaus von Christian Zais aus dem Jahr 1810 wurde 1904 abgerissen und durch ein repräsentativeres Kurhaus für sechs Millionen Goldmark von Friedrich von Thiersch ersetzt. 1907 wurde es von Kaiser Wilhelm II. eingeweiht.
Mit Ausbruch des Ersten Weltkriegs unterstand Wiesbaden dem Kommando der Festung Mainz. Sämtliche ausländischen Kurgäste wurden aus der Stadt ausgewiesen und in den öffentlichen Gebäuden Lazarette der Armee eingerichtet. Hierdurch kam der Kurbetrieb in der Stadt zum Erliegen.

## Weimarer Republik und Drittes Reich (1919 bis 1945)

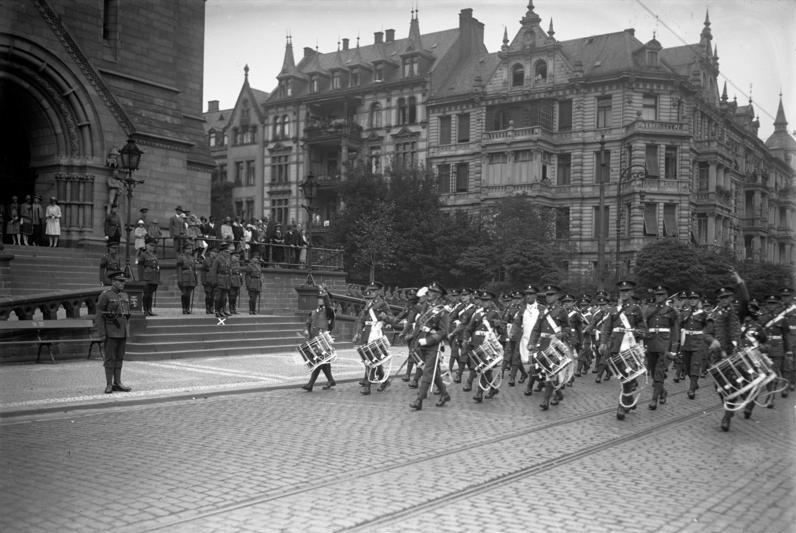
Parade zum Abzug der britischen Truppen aus Wiesbaden im September 1929

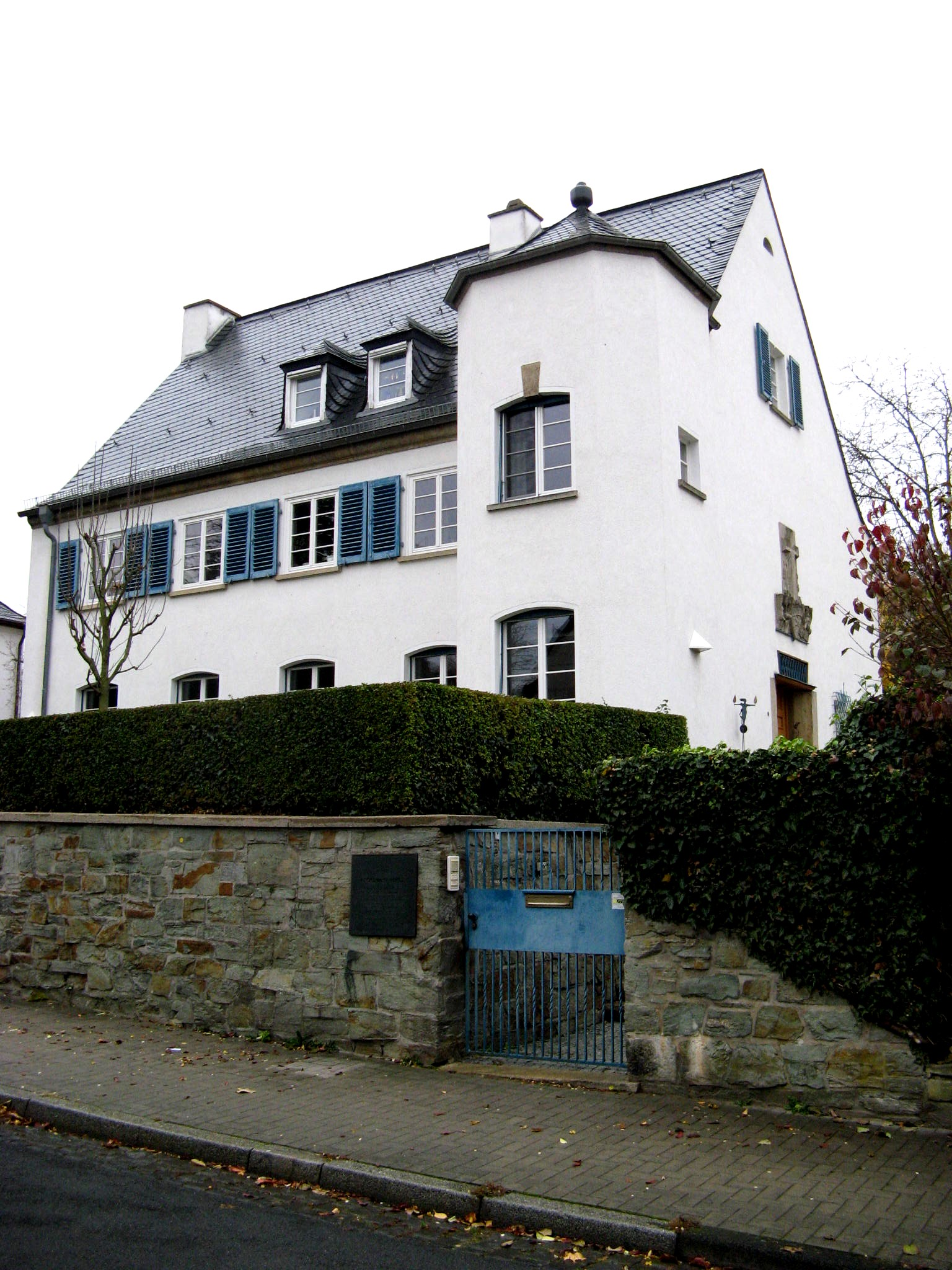
Martin Niemöllers Haus in Wiesbaden Brentanostraße 3

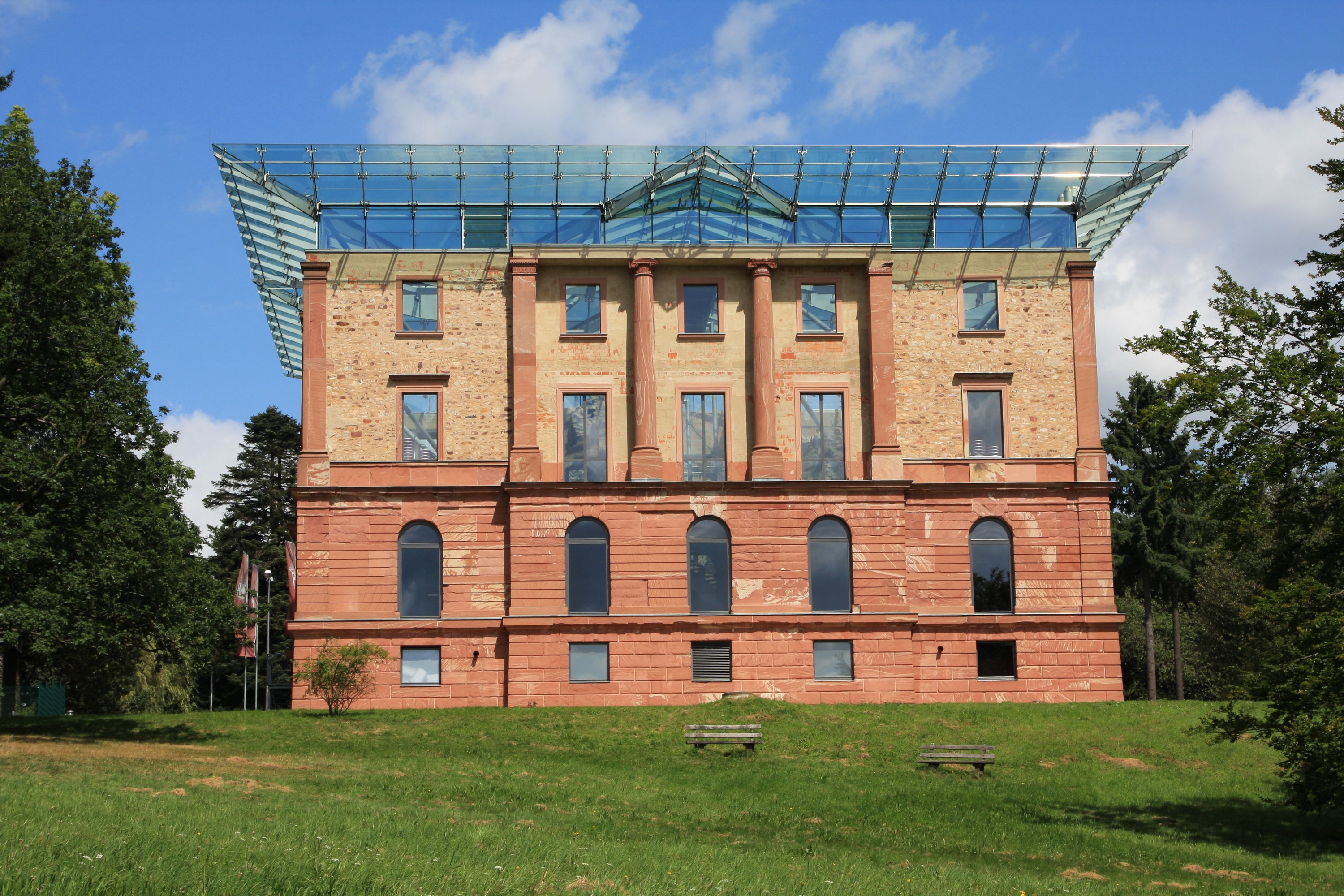
Der Wiederaufbau des Jagdschlosses Platte lässt mit der gläsernen Dachkonstruktion den Zustand nach der Bombardierung im Zweiten Weltkrieg noch erahnen

Nach dem Ersten Weltkrieg fiel Wiesbaden unter die Alliierte Rheinlandbesetzung und wurde 1918 von der französischen Armee besetzt. 1921 fand in Wiesbaden die Unterzeichnung des Wiesbadener Abkommens über die deutschen Reparationszahlungen an Frankreich statt. 1925 wurde Wiesbaden Hauptquartier der britischen Rheinarmee bis zum Abzug der Besatzungsmächte aus dem Rheinland 1930.
Im Jahr 1929 erfolgte der Umbau der Trabrennbahn bei Wiesbaden-Erbenheim zu einem Flughafen. Auf diesem wurde das Jagdgeschwader 53 stationiert, welches seit 1936 Teil der Legion Condor war, einer Formation der Luftwaffe. Bekannt wurde die Legion Condor in Zusammenhang mit der Bombardierung Gernikas, die im Rahmen der Unterstützung Adolf Hitlers für den spanischen General und späteren Diktator Francisco Franco im Bürgerkrieg gegen die demokratisch gewählte Regierung erfolgte.
Seit 1933 wurden in der Stadt mehrere Dienststellen des NS-Regimes angesiedelt, darunter im Oktober 1936 das Generalkommando des XII. Armeekorps. In der Reichspogromnacht, am Morgen des 10. November 1938, wurde die 1869 von Philipp Hoffmann im maurischen Stil erbaute große Synagoge am Michelsberg zerstört. Gelegentlich wird berichtet, auch die zweite Synagoge in Wiesbaden-Biebrich sei an diesem Tag zerstört worden. Dies ist jedoch unklar, da hierzu fast nichts überliefert ist. Nach Angaben eines Nachbarn kam es zu keiner Niederbrennung des Gebäudes (Artikel Wiesbadener Kurier vom 5. April 1979), jedoch wurde der Innenraum demoliert. Das Synagogengebäude wurde im Krieg durch eine Luftmine beziehungsweise Bomben zerstört. Die Ruine wurde sodann noch vor Kriegsende abgebrochen.
Während der Zeit des nationalsozialistischen Deutschlands wurden insgesamt etwa 1200 Wiesbadener Juden deportiert und ermordet. Dabei wurden einige Wohnhäuser in der Innenstadt als sogenannte „Judenhäuser“ genutzt, in denen Juden zwangseinquartiert wurden, bevor man sie zum Schlachthof transportierte. Dieser, in unmittelbarer Nähe zum Hauptbahnhof gelegen, war dann die letzte Station vor der Deportation. Der Wiesbadener Ludwig Beck war am Attentat vom 20. Juli 1944 auf Adolf Hitler beteiligt und bezahlte dies mit seinem Leben. Ihm zu Ehren verleiht die Stadt jährlich den Ludwig-Beck-Preis für Zivilcourage. Martin Niemöller, Widerstandskämpfer, Mitgründer des Pfarrernotbundes und Ehrenbürger von Wiesbaden, hielt in der Marktkirche die letzte Predigt vor seiner Verhaftung.
Im Zweiten Weltkrieg wurde Wiesbaden zwischen August 1940 und März 1945 an 66 Tagen durch alliierte Bomber angegriffen. Bei etwa der Hälfte der Angriffe handelte es sich um Not-, Fehl- oder Gelegenheitsabwürfe. Bei den Angriffen wurden insgesamt 22,3 % der Wohnungen zerstört. Ungefähr 1700 Menschen verloren ihr Leben. Der schwere Luftangriff in der Nacht vom 2. auf 3. Februar 1945 von 495 Bombern vom Typ Avro Lancaster und zwölf Mosquitos verfehlte aufgrund der schlechten Wetterlage teilweise das geplante Zielgebiet und damit die volle Wirkung. Gleichwohl starben etwa 1000 Menschen, 350 wurden verwundet und 28.000 wurden obdachlos. Besonders stark getroffen wurde das Kurviertel, vom Paulinenschlösschen über Kurpark, Kurhaus, Theater, Hotel Vier Jahreszeiten, Marktkirche, Stadtschloss, Rathaus bis zum Polizeipräsidium. Besonders tragisch war der Volltreffer einer Luftmine in das Lyzeum neben der Marktkirche am Schloßplatz. Das massive Bauwerk wurde für viele Wiesbadener, die in dem als Luftschutzbunker dienenden Keller Schutz suchten, zum Grab und es wurde nach dem Krieg nicht wieder aufgebaut. Nachdem im Laufe der Kriegshandlungen schon das Biebricher Schloss schwer in Mitleidenschaft gezogen worden war, wurde im Februar 1945 kurz vor Kriegsende noch das Jagdschloss Platte zielgerichtet zerstört, weil dort eine Flugabwehrleitstelle untergebracht war. Insgesamt wurden in Wiesbaden durch Luftangriffe 1600 Häuser vollständig zerstört, 968 schwer beschädigt, 1476 mittelschwer und 7810 leicht beschädigt. Abgefahren wurden 604.000 m³ Trümmerschutt.

## Nachkriegsentwicklung (ab 1945)
Am 28. März 1945 wurde Wiesbaden von US-amerikanischen Truppen besetzt. Damit war der Zweite Weltkrieg für die Stadt zu Ende. Die nördlich des Mains gelegenen rechtsrheinischen Mainzer Vororte Amöneburg, Kastel und Kostheim wurden im Sommer 1945 durch Anordnung der Militärregierung dem Stadtkreis Wiesbaden zugeordnet. General Dwight D. Eisenhower gründete durch die Proklamation Nr. 2 vom 19. September 1945 das Land Groß-Hessen, Wiesbaden wurde am 12. Oktober 1945 durch die Organisationsverfügung Nr. 1 der Militärregierung dessen Hauptstadt. Dabei blieb es auch nach der Gründung des Landes Hessen am 1. Dezember 1946, dem Tag der Volksabstimmung über die Verfassung des Landes Hessen, denn in der Verfassung wird keine Hauptstadt bestimmt.
Die Entscheidung fiel aus mehreren Gründen für Wiesbaden: Wiesbaden war im Vergleich zu den anderen diskutierten StädtenFrankfurt, Kassel und Darmstadt nach dem Zweiten Weltkrieg vergleichsweise unversehrt geblieben und die Stadt lag im Gegensatz zum ebenfalls in Erwägung gezogenen Marburg im Rhein-Main-Gebiet und damit verkehrsgünstig. Die Hauptstadtfrage war mit der Diskussion zur Gliederung der Länder verknüpft. Mit der von hessischen Politikern angestrebten Erweiterung Groß-Hessens um die Regierungsbezirke Montabaur und Rheinhessens und eventuell der Pfalz hätte die Lage an der Landesgrenze geendet.

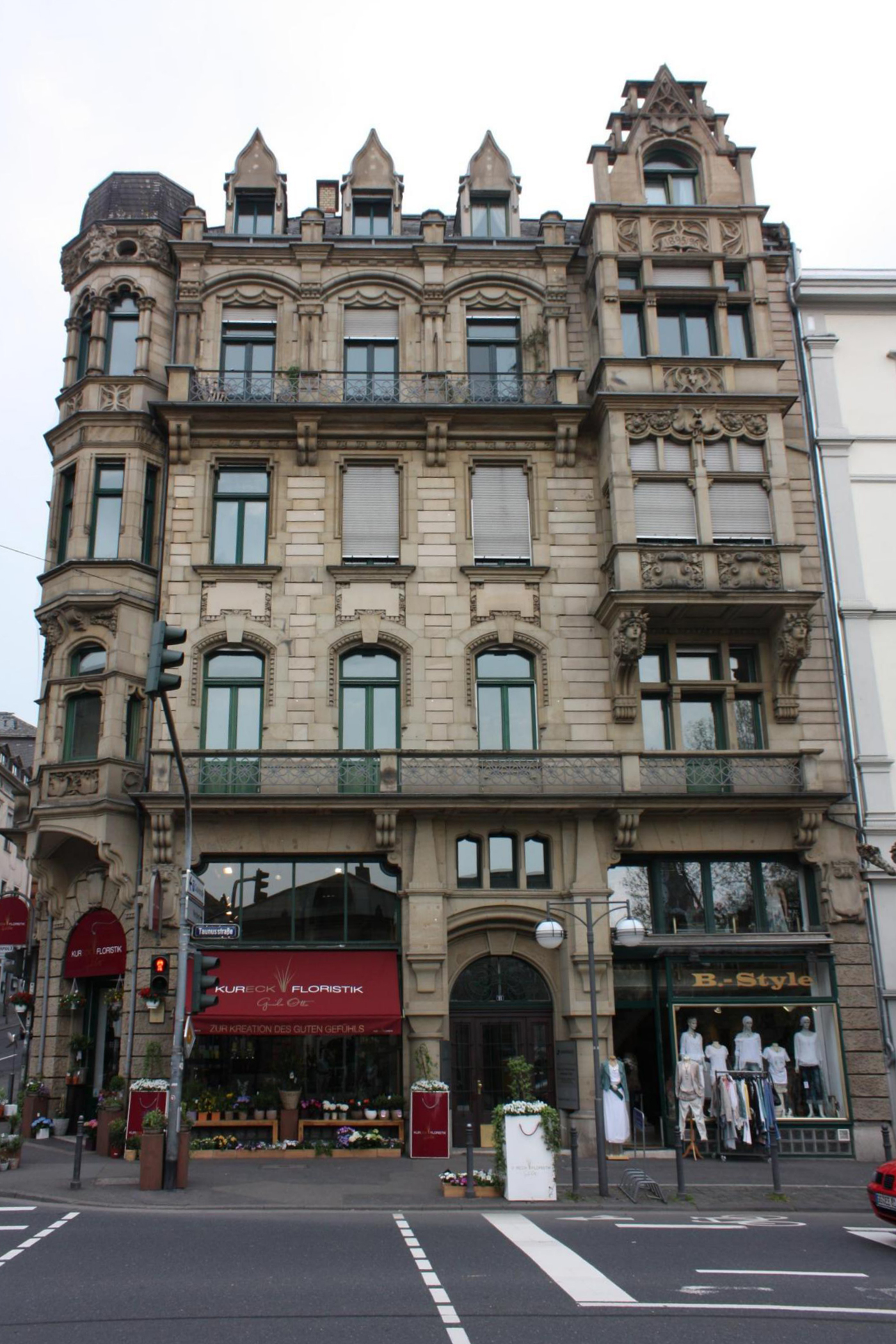
Quartier der CALTF in der Taunusstraße

Während der Berlin-Blockade war der Militärflugplatz Erbenheim für die US Air Force im Rahmen der Berliner Luftbrücke einer der beiden westdeutschen Hauptstützpunkte. Fast elf Monate lang starteten hier ununterbrochen Versorgungsflüge mit Frachtmaschinen, den so genannten Rosinenbombern, nach West-Berlin. Die Koordination der Luftbrücke oblag Combined Airlift Task Force unter Kommando von Generalleutnant William H. Tunner, der die Luftbrücke vom Gebäude Taunusstraße 11 in Wiesbaden organisierte.
Mit der Gründung der Bundesrepublik Deutschland 1949 erwarb Wiesbaden den Status der Landeshauptstadt eines Bundeslandes. Die Stadt wurde Sitz von zwei Bundesbehörden, des Bundeskriminalamtes und des Statistischen Bundesamtes. Nach der Wiederbewaffnung der Bundesrepublik und Aufbau der Bundeswehr wurde Wiesbaden Standort einer Wehrbereichsverwaltung. Zudem war Wiesbaden zeitweise Hauptquartier der US Air Force für Europa (USAFE) im damaligen Camp Lindsey.
1954 wurde Erich Mix (FDP) zum Oberbürgermeister der Stadt Wiesbaden gewählt. Mix hatte dieses Amt bereits 1937–1945 inne. Damit war Wiesbaden die größte westdeutsche Stadt, in der ein Oberbürgermeister des NS-Regimes zugleich Bürgermeister nach dem Zweiten Weltkrieg war. Die Wahl war möglich, weil die Wiesbadener CDU nicht den eigenen Kandidaten Hermann Callies, sondern Erich Mix wählte. Als Begründung hieß es, Callies sei 1937 aus der Kirche ausgetreten und damit für die CDU nicht wählbar. Diese Wahl war bereits im Vorfeld heftig umstritten.
Zur Linderung der Wohnungsnot nach dem Zweiten Weltkrieg wurden am Rand der Stadt zunehmend Großsiedlungen erbaut. Dieses entstanden besonders südlich und westlich der Stadt. Hierdurch entwickelten sich die Ortsteile Biebrich und Dotzheim zu den einwohnerstärksten Ortsteilen der Stadt. Die erste Großwohnsiedlung war Gräselberg deren Spatenstich am 26. November 1959 erfolgte. In den 1960er Jahren wurde der Städteplaner Ernst May mit dem Bau neuer Siedlungen beauftragt. Ausgangspunkt war ein Architekturwettbewerb der 1959 für die Siedlung Parkfeld in Biebrich ausgeschrieben wurde. Die Realisierung von Mays Siegerentwurf erfolgte bis 1970. May wurde daraufhin zum Planungsbeauftragten der Stadt ernannt und entwarf die Siedlungen Klarenthal (1960–1969) und Schelmengraben (ab 1961). Im Jahr 1963 veröffentlichte er das Werk Das neue Wiesbaden. Trotz seines Einsatzes für hochwertigen Wohnraum oder die Ausweitung des Schlossparks Biebrich wurde ihm später der Vorschlag des Abrisses von 150 Villen und Wohnbauten des 19. Jahrhunderts nachgetragen. Außerdem sollte das ganze Bergkirchenviertel neuen Hochhäusern weichen. Der Kochbrunnenplatz sollte neu gestaltet werden und die hochwertigen Bauten, wie Palasthotel, beseitigt werden. Die Kahlschlag-Vorhaben konnten jedoch aufgrund einer erfolgreichen Bürgerinitiative verhindert werden, so dass der historistische Baubestand der Stadt größtenteils erhalten blieb.
Das ZDF verlegte zum 1. April 1964 den Sendebetrieb in den provisorischen Studiokomplex der Taunusfilm Unter den Eichen. Der Sender begann jedoch im gleichen Jahr bereits mit dem Ausbau des heutigen Standorts in Mainz-Lerchenberg.

## Einwohnerentwicklung

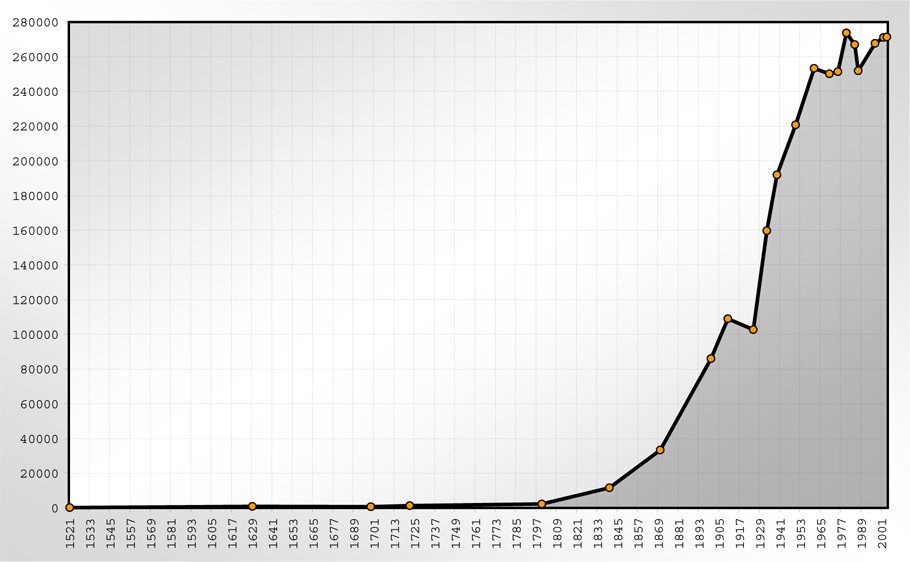
Bevölkerungsentwicklung

Der Verlauf der Einwohnerentwicklung von Wiesbaden zeigt, dass sich die Einwohnerzahl im 19. Jahrhundert, eingeleitet durch die Erhebung zur herzoglich-nassauischen Residenzstadt, etwa alle 20 Jahre verdoppelte. Von 1800 bis 1905 wuchs die Bevölkerung von 2.239 Einwohnern auf 100.953 Einwohner. Damit erreichte Wiesbaden den Status einer Großstadt. Die danach zu verzeichnende Stagnation des Wachstums wurde durch eine erste Welle von Eingemeindungen 1926 und 1928 beendet. Bis zum Beginn des Zweiten Weltkriegs 1939 wuchs die Stadt auf 170.354 Einwohner. Dies war durch die wirtschaftlich günstige Lage am Rhein und der Nähe zum Ruhrgebiet begünstigt. Nach dem Zweiten Weltkrieg strömten viele Menschen in die relativ wenig zerstörte Stadt. 1956 wurden schon 244.994 Einwohner gezählt. In den nächsten 20 Jahren wuchs die Einwohnerzahl nur noch geringfügig auf 250.592. Sie erhielt nur noch einen Schub durch die Eingemeindungen von 1977 und erreichte die Zahl von 274.464 im Jahr 1980. Entgegen dem seitdem in deutschen Großstädten zu beobachtenden Trend zum Schrumpfen der Einwohnerzahl konnte Wiesbaden seine Einwohnerzahl halten mit 274.865 Einwohnern im Jahr 2005. Dazu beigetragen hat auch der Bau immer neuer Wohnviertel in den Stadtteilen.
Im Jahre 2002 betrug der Anteil der Einwohner ohne deutschen Pass 17,5 % und lag damit deutlich niedriger als die jeweiligen Anteile in Frankfurt (26,4 %) und in Offenbach (31,2 %). Der Anteil der ausländischen Bevölkerung in Wiesbaden seit 1980 (11,3 %) um etwa 55 % gestiegen.
Die folgende Übersicht zeigt die Einwohnerzahlen nach dem jeweiligen Gebietsstand. Bis 1833 handelt es sich meist um Schätzungen, danach um Volkszählungsergebnisse (¹) oder amtliche Fortschreibungen der jeweiligen Statistischen Ämter beziehungsweise der Stadtverwaltung selbst. Die Angaben beziehen sich ab 1843 auf die „Ortsanwesende Bevölkerung“, ab 1925 auf die Wohnbevölkerung und seit 1987 auf die „Bevölkerung am Ort der Hauptwohnung“. Vor 1843 wurde die Einwohnerzahl nach uneinheitlichen Erhebungsverfahren ermittelt.
| Jahr               | Einwohner |
| ------------------ | --------- |
| 1521               | 192       |
| 1629               | 915       |
| 1699               | 730       |
| 1722               | 1.329     |
| 1800               | 2.239     |
| 1. Dezember 1840 ¹ | 11.648    |
| 3. Dezember 1861 ¹ | 20.800    |
| 3. Dezember 1864 ¹ | 26.600    |
| 3. Dezember 1867 ¹ | 30.100    |
| 1. Dezember 1871 ¹ | 35.500    |
| 1. Dezember 1875 ¹ | 43.700    |
| 1. Dezember 1880 ¹ | 50.238    |
| 1. Dezember 1885 ¹ | 55.454    |

| Jahr               | Einwohner |
| ------------------ | --------- |
| 1. Dezember 1890 ¹ | 64.670    |
| 2. Dezember 1895 ¹ | 74.133    |
| 1. Dezember 1900 ¹ | 86.111    |
| 1. Dezember 1905 ¹ | 100.953   |
| 1. Dezember 1910 ¹ | 109.002   |
| 1. Dezember 1916 ¹ | 90.310    |
| 5. Dezember 1917 ¹ | 86.555    |
| 8. Oktober 1919 ¹  | 97.566    |
| 16. Juni 1925 ¹    | 102.737   |
| 16. Juni 1933 ¹    | 159.755   |
| 17. Mai 1939 ¹     | 170.354   |
| 31. Dezember 1945  | 172.083   |
| 29. Oktober 1946 ¹ | 188.370   |

| Jahr                 | Einwohner |
| -------------------- | --------- |
| 13. September 1950 ¹ | 220.741   |
| 25. September 1956 ¹ | 244.994   |
| 6. Juni 1961 ¹       | 253.280   |
| 31. Dezember 1965    | 260.331   |
| 27. Mai 1970 ¹       | 250.122   |
| 31. Dezember 1975    | 250.592   |
| 31. Dezember 1980    | 274.464   |
| 31. Dezember 1985    | 266.623   |
| 25. Mai 1987 ¹       | 251.871   |
| 31. Dezember 1990    | 260.301   |
| 31. Dezember 1995    | 267.122   |
| 31. Dezember 2000    | 270.109   |
| 30. September 2005   | 274.865   |

¹ Volkszählungsergebnis

## Eingemeindungen
Die ersten Eingemeindungen waren die von Biebrich, Schierstein und Sonnenberg am 1. Oktober 1926. Dadurch wurde Wiesbaden zu einer Stadt am Rhein. Schon am 1. April 1928 wurden neun weitere Gemeinden aus dem Landkreis Wiesbaden eingemeindet, der gleichzeitig aufgelöst wurde. Die restlichen Städte und Gemeinden des Landkreises wurden Bestandteil des neu gegründeten Main-Taunus-Kreises.
Als Kriegsfolge wurden am 10. August 1945 Mainz-Kastel, Mainz-Amöneburg und Mainz-Kostheim zu Stadtteilen von Wiesbaden. Von diesen drei Orten war Wiesbaden seit dem Wiener Kongress durch eine Landesgrenze getrennt, die Landesgrenze zwischen Nassau bzw. Preußen einerseits und Hessen andererseits. Es handelt sich auch sonst um keine der üblichen Eingemeindungen, da die Stadt Wiesbaden in diesen Stadtteilen nicht einfach die Rechtsnachfolge der Stadt Mainz angetreten hat. Die Wasserrechte zur Trinkwassergewinnung etwa sind bei Mainz geblieben und auch an den Eigentumsverhältnissen von städtischen Grundstücken hat sich nichts geändert.
Die letzten Eingemeindungen betrafen sechs Gemeinden des Main-Taunus-Kreises am 1. Januar 1977. Hierzu sei angemerkt, dass der Gesetzesentwurf zur Neugliederung des Main-Taunus-Kreises und der Stadt Wiesbaden ursprünglich vorsah, dass Delkenheim Stadtteil von Hochheim werden sollte und Wallau ein Stadtteil von Wiesbaden. Die kommunalen Gremien beider Gemeinden haben sich jedoch vehement für die im Gesetz letztendlich getroffene Regelung eingesetzt. Die Stadtgrenze zum Main-Taunus-Kreis weist dadurch einige auffallende Ein- und Ausbuchtungen auf, wobei diese durch Tausch von größeren Teilen der Feldgemarkung sogar schon geglättet worden sind.
| Jahr            | Orte             | Zuwachs in ha |
| 1. Oktober 1926 | Biebrich (Stadt) | 1299          |
| 1. Oktober 1926 | Schierstein      | 943           |
| 1. Oktober 1926 | Sonnenberg       | 834           |
| 1. April 1928   | Bierstadt        | 922           |
| 1. April 1928   | Dotzheim         | 1827          |
| 1. April 1928   | Erbenheim        | 1127          |
| 1. April 1928   | Frauenstein      | 1065          |
| 1. April 1928   | Heßloch          | 154           |
| 1. April 1928   | Igstadt          | 726           |
| 1. April 1928   | Kloppenheim      | 539           |
| 1. April 1928   | Rambach          | 992           |

| Jahr            | Orte                                   | Zuwachs in ha |
| 1. April 1928   | Georgenborn (1939 wieder ausgemeindet) | (?)           |
| 10. August 1945 | Mainz-Kastel und Mainz-Amöneburg ¹     | 1.332         |
| 10. August 1945 | Mainz-Kostheim ¹                       | 953           |
| 1. Januar 1977  | Auringen                               | 312           |
| 1. Januar 1977  | Breckenheim                            | 640           |
| 1. Januar 1977  | Delkenheim                             | 743           |
| 1. Januar 1977  | Medenbach                              | 447           |
| 1. Januar 1977  | Naurod                                 | 1099          |
| 1. Januar 1977  | Nordenstadt                            | 773           |

¹ diese Stadtbezirke gehörten bis 1945 zu Mainz. Die Militärverwaltungen der Besatzungsmächte Frankreich und USA legten jedoch den mitten durchs bisherige Mainzer Stadtgebiet verlaufenden Rhein als Grenze zwischen ihren Besatzungszonen und folglich auch der neu gegründeten Länder Hessen und Rheinland-Pfalz fest. Drei der sechs rechtsrheinischen Stadtteile von Mainz wurden deshalb der Stadt Wiesbaden zugeordnet. Sie behielten jedoch ihre bisherige Bezeichnungen „Mainz-“.

## Wüstungen im heutigen Stadtgebiet
In den Grenzen der heutigen Stadt Wiesbaden befinden sich eine Reihe von Siedlungen die größtenteils während des Mittelalters aufgegeben wurden (Wüstungen). In der folgenden Liste ist in Klammern das Jahr der letzten Erwähnung angegeben.
- Arnoldsrod in der Gemarkung Sonnenberg (1221)
- Costloff in der Gemarkung Medenbach (16. Jahrhundert)
- Eigenhausen in der Gemarkung Igstadt (1609)
- Kirchrode in der Gemarkung Bierstadt
- Meilingen in der Gemarkung Auringen (1592)
- Offhoben in der Gemarkung Wiesbaden (1385)
- Seeroben in der Gemarkung Wiesbaden (1367)
- Rosenkopplerhof in der Gemarkung Frauenstein (im 19. Jahrhundert niedergebrannt)
- Seschlingen in der Gemarkung Wiesbaden (1436)

## Die historischen Thermal- und Mineralquellen

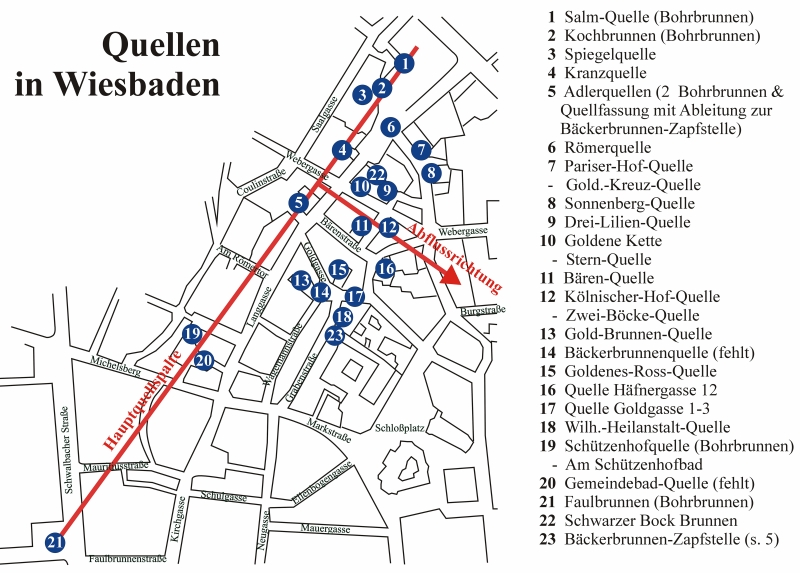
Lageplan des Quellenschutzgebietes der Wiesbadener Mineral- und Thermalquellen nach dem Stand von 1969

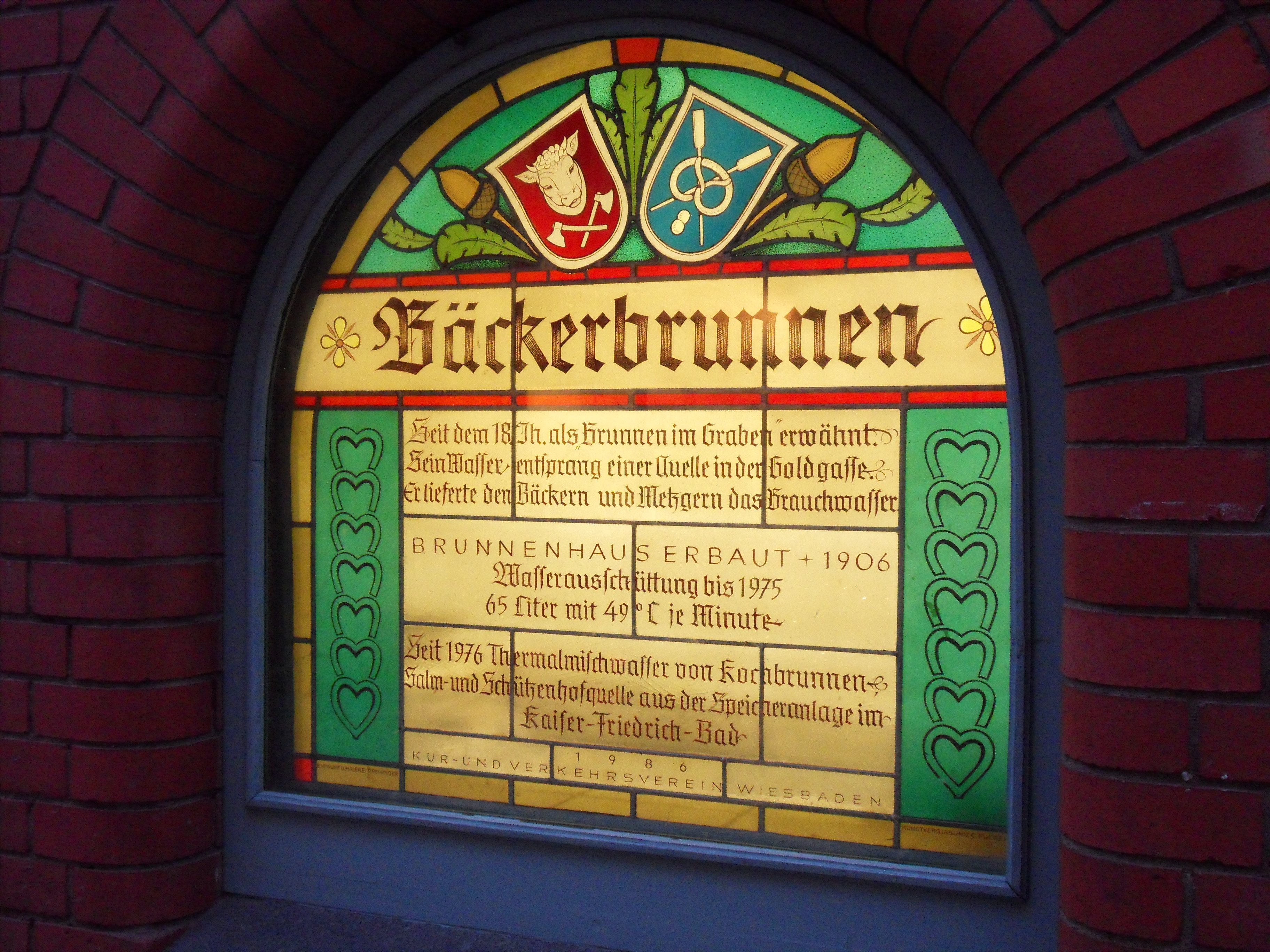
Inschrift im Buntglasfenster des Bäckerbrunnens

In Wiesbaden gibt es seit der Römerzeit eine ganze Reihe von warmen Quellen im sogenannten Quellenviertel. Die wasserführenden Schichten im Untergrund des Quellenviertels stehen vielfach miteinander in Verbindung. Wenn man an einer Stelle nach Thermalwasser bohrt und es entnimmt, fehlt es an anderer Stelle.
Im Jahr 1991 hat das städtische Tiefbauamt die Wiesbadener Quellen „nach Inbetriebnahme der Speicher- und Verteileranlage“ für die Versorgung mit Thermalwasser aufgestellt. Die Quellbezeichnungen stehen im engen Zusammenhang mit den Wiesbadener Badehäusern und der Geschichte der Stadt.
- Thermalquellen:
  - Primärquellen:

-   - Kochbrunnen, Bohrung III (Eigentümer: Stadt Wiesbaden 66,66 %; Römerbad GmbH, Schwarzer Bock, Hotel Rose, je 11,11 %. Ein 2/45-tel Anteil der Stadt geht an die Bäder der Allianz in der Wilhelmstraße 8.)
  - Salmquelle, Bohrung I (Stadt Wiesbaden)
  - Große und Kleine Adlerquelle, Bohrungen (Stadt Wiesbaden)
  - Schützenhofquelle, Bohrung (Stadt Wiesbaden)
  - Pariser-Hof-Quelle, oberflächennahe Bohrung (Privat)

- - Sekundärquellen:

-   - Kochbrunnen, Tümpel (Stadt Wiesbaden)
  - Sonnenbergquelle, Spiegelgasse 9 (Stadt Wiesbaden; außer Betrieb)
  - Bäckerbrunnenquelle, Wagemannstraße/Goldgasse (Stadt Wiesbaden; außer Betrieb)
  - Quelle Goldgasse 1–3 (Stadt Wiesbaden; außer Betrieb)
  - Quelle Goldgasse 4 (Stadt Wiesbaden; außer Betrieb)
  - Sternquelle, Webergasse 21 (Stadt Wiesbaden; außer Betrieb)
  - Goldenes-Kreuz-Quelle, Spiegelgasse 15 (Stadt Wiesbaden; außer Betrieb)
  - Goldenes-Roß-Quelle, Goldgasse/Häfnergasse (Stadt Wiesbaden; außer Betrieb)
  - Quelle Grabenstraße 9 (Stadt Wiesbaden; außer Betrieb)
  - Römerquelle, Kranzplatz/Spiegelgasse (Stadt Wiesbaden; beseitigt)
  - Spiegelquelle, Kranzplatz 11 (Stadt Wiesbaden, Nassauer Hof; beseitigt)
  - Quelle Häfnergasse/Schellenbergpassage (Stadt Wiesbaden, Zwei Böcke, je 50 %; außer Betrieb)
  - Kölnischer-Hof-Quelle, Drei-Lilien-Platz (Privatbesitz)
  - Zwei Böcke-Quelle, Webergasse/An der Dreililienquelle (Zwei Böcke)
  - Bärenquelle, Drei-Lilien-Platz (ehemaliges Hotel Zum Bären)
  - Goldener-Brunnen-Quelle, Goldgasse 10–12 (Goldener Brunnen)
  - Drei-Lilien-Quelle (Stadt Wiesbaden 75 %, Schwarzer Bock 25 %)
  - Goldene-Kette-Quelle, Langgasse 45 (Schwarzer Bock)
  - Gemeindebadquelle (Stadt Wiesbaden; beseitigt)
  - Kranzquelle (Pumpquelle), Langgasse 56 (Stadt Wiesbaden; beseitigt)

- Mineralquelle (Primärquelle, keine Thermalquelle):
  - Faulbrunnen, Bohrung (Stadt Wiesbaden)

Diese Liste führt 26 Quellen auf, darunter sechs Primärquellen. Traditionell wirbt Wiesbaden mit der Zahl von 27 Thermal- und Mineralquellen Im Stadtgebiet. Bei der fehlenden Quelle könnte es sich um die Wilhelms-Heilanstalt-Quelle handeln oder um die Quelle des ehemaligen Hotels Vier Jahreszeiten. Von den aufgelisteten Sekundärquellen tragen 13 Quellen den Hinweis außer Betrieb oder beseitigt. In einem Bericht der Stadtverwaltung für die Stadtverordneten aus dem Jahr 2008 wird ein Bestand von 15 vorhandenen Quellen angegeben, die tatsächlich Wasser geben.
Dass im Brunnenhaus des Bäckerbrunnens in der Grabenstraße Wasser läuft, obwohl die Bäckerbrunnenquelle außer Betrieb ist, hängt damit zusammen, dass diese Zapfstelle an das weit verzweigte Leitungsnetz angeschlossen ist, das in den 1930er-Jahren im Zusammenhang der Umnutzung der Kurhauskolonnade zur Brunnenkolonnade angelegt worden war. Das Leitungsnetz verteilt das Wasser verschiedener Quellen, wie des Kochbrunnens, der Adlerquelle und der Schützenhofquelle. Die eigentliche Bäckerbrunnenquelle liegt unterhalb des kleinen Platzes zwischen Goldgasse und Wagemannstraße (vor Goldgasse 10 und 12). Das Gebäude des Bäckerbrunnens steht also nicht auf der Bäckerbrunnenquelle, sondern ist nur ein Auslauf dieses Leitungsnetzes.
Die Drei-Lilien Quelle ist ein weiteres Beispiel für die Vernetzung der Quellen. Diese Quelle wurde Anfang des 20. Jahrhunderts angelegt und aus den Quellen der Badhäuser Goldene Kette, Weiße Lilien, Vier Jahreszeiten und eines städtischen Brühbrunnens in der „kleinen Webergasse“ gespeist (diese Gasse ist heute der Parkplatz des Dreililienplatzes vor dem seit 2016 geschlossenem Hotel Bären).